# Rio Negro (tiểu vùng)
Rio Negro là một tiểu vùng thuộc bang Amazonas, Brasil, Brasil. Tiều vùng này có diện tích 332278 km², dân số năm 2007 là 73619 người.